# Pridvorica (Blace)
Pour les articles homonymes, voir Pridvorica.
Pridvorica (en serbe cyrillique : Придворица) est un village de Serbie situé dans la municipalité de Blace, district de Toplica. Au recensement de 2011, il compte 91 habitants.

## Démographie
| 1948 | 1953 | 1961 | 1971 | 1981 | 1991 | 2002 | 2011 |
| ---- | ---- | ---- | ---- | ---- | ---- | ---- | ---- |
| 491  | 514  | 437  | 318  | 253  | 201  | 124  | 91   |

|  |